# Frei Galvão
Antônio de Sant'Ana Galvão, mer känd som Frei Galvão, född 1739 i Guaratinguetá, Brasilien, död 23 december 1822 i São Paulo, Brasilien, var en brasiliansk präst och franciskanbroder som ägnade sitt liv åt omfattande välgörenhetsverksamhet bland fattiga och slavar. Han helgonförklarades av påve Benedictus XVI den 11 maj 2007.